# Jim Steinman

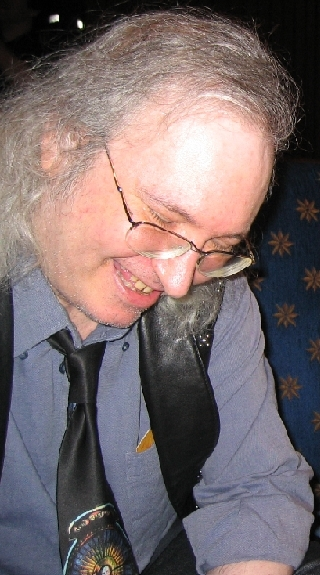
Jim Steinman al juny de 2005 en Uncasville (Connecticut) en el casino Mohegan Sun, després del seu xou Over The Top, quan un espectador del concert li va fer aquesta foto mentre ell signava autògrafs.

Jim Steinman, de nom complet James Richard Steinman (Hewlett, Nova York, 1 de novembre de 1947 - Danbury, Connecticut, 19 d'abril de 2021), fou un compositor, productor i cantautor estatunidenc. El seu treball va incloure cançons en gènere contemporani per a adults, rock, dansa, pop, teatre musical i partitures per a pel·lícules.
El seu treball va incloure àlbums com ara Bat Out of Hell de Meat Loaf (que és un dels àlbums més venuts de tots els temps) i Bat Out of Hell II: Back into Hell, i produir àlbums per a Bonnie Tyler. Entre els seus singles més reeixits, destaquen Total Eclipse of the Heart de Tyler, Making Love Out of Nothing at All d'Air Supply, I'd Do Anything for Love (But I Won't Do That), This Corrosion i More de Meat Loaf, Read 'Em and Weep de Barry Manilow, la versió de It's All Coming Back to Me Now de Celine Dion (originalment publicada pel projecte de Steinman's projecte Pandora's Box) i No Matter What de Boyzone (el primer i únic single del grup que va ser popular i va entrar a les llistes als Estats Units, i per a la qual Steinman només va escriure les lletres). L'únic àlbum en solitari de Steinman Bad for Good es va publicar el 1981.
Va començar la seva carrera al teatre; el seu treball més notable va ser amb les lletres de la musical Whistle Down the Wind i Tanz der Vampire. El seu treball s'ha vist reconegut amb dos Premis Grammy el 1997 per la seva participació al disc de Celine Dion Falling Into You.

## Discografia

### Àlbums
Àlbums en què Steinman va participar en totes les cançons.
| com artista solista                    |                                                       |               |
| 1981                                   | Bad for Good                                          | —             |
| com productor (parcialment compositor) |                                                       |               |
| 1983                                   | Faster Than the Speed of Night                        | Bonnie Tyler  |
| 1984                                   | Signs of Life                                         | Billy Squier  |
| 1986                                   | Secret Dreams and Forbidden Fire                      | Bonnie Tyler  |
| com compositor                         |                                                       |               |
| 1977                                   | Bat Out of Hell                                       | Meat Loaf     |
| 1981                                   | Dead Ringer                                           | Meat Loaf     |
| 1984                                   | Bad Attitude (2 cançons)                              | Meat Loaf     |
| 2006                                   | Bat Out of Hell III: The Monster Is Loose (7 cançons) | Meat Loaf     |
| 2016                                   | Braver Than We Are                                    | Meat Loaf     |
| com compositor/productor               |                                                       |               |
| 1989                                   | Original Sin                                          | Pandora's Box |
| 1993                                   | Bat Out of Hell II: Back into Hell                    | Meat Loaf     |
| com lletrista                          |                                                       |               |
| 1996                                   | Whistle Down the Wind                                 |               |

### Col·laboracions a musicals i bandes sonores
- A Man's a Man (1967)
- Baal (1968)
- The Beard (1968)
- The Dream Engine (1969)
- More Than You Deserve (1973)
- Rhinegold (1974)
- The Confidence Man (1976)
- Neverland (1977)
- A Small Circle of Friends (1980)
- Footlose (1984)
- Rude Awakening (1989)
- Tanz der Vampire (1997)
- Bat Out of Hell The Musical (2017)

### Altres treballs
Altres cançons no publicades als àlbums anteriors.
| Any            | Cançó                                               | Banda/Artista           | Àlbum                                                            |
| -------------- | --------------------------------------------------- | ----------------------- | ---------------------------------------------------------------- |
| com compositor |                                                     |                         |                                                                  |
| 1973           | Happy Ending                                        | Yvonne Elliman          | Food of Love                                                     |
| 1983           | Read 'Em and Weep                                   | Barry Manilow/Meat Loaf | Greatest Hits, Vol. II (Barry Manilow) i Dead Ringer (Meat Loaf) |
| 1983           | Making Love Out of Nothing at All                   | Air Supply              | Making Love... The Very Best of Air Supply                       |
| 1983           | Faster Than the Speed of Night                      | Bonnie Tyler            | Faster Than the Speed of Night                                   |
| 1983           | Total Eclipse of the Heart                          | Bonnie Tyler            | Faster Than the Speed of Night                                   |
| 1984           | Nowhere Fast                                        | Fire Inc.               | Streets of Fire                                                  |
| 1984           | Tonight Is What It Means to Be Young                | Fire Inc.               | Streets of Fire                                                  |
| 1984           | Left in the Dark                                    | Barbra Streisand        | Emotion                                                          |
| 1985           | Nowhere Fast                                        | Meat Loaf               | Bad Attitude                                                     |
| 1985           | Surf's Up                                           | Meat Loaf               | Bad Attitude                                                     |
| 1985           | Hulk Hogan's Theme                                  |                         | The Wrestling Album                                              |
| 1986           | Loving You's a Dirty Job but Somebody's Gotta Do It | Bonnie Tyler            | Secret Dreams and Forbidden Fire                                 |
| 1986           | Rebel Without a Clue                                | Bonnie Tyler            | Secret Dreams and Forbidden Fire                                 |
| 1986           | Holding Out for a Hero                              | Bonnie Tyler            | Secret Dreams and Forbidden Fire                                 |
| 1986           | Ravishing                                           | Bonnie Tyler            | Secret Dreams and Forbidden Fire                                 |
| 1990           | More                                                | The Sisters of Mercy    | Vision Thing                                                     |
| 1995           | Original Sin                                        | Meat Loaf               | Welcome to the Neighbourhood                                     |
| 1995           | Left in the Dark                                    | Meat Loaf               | Welcome to the Neighbourhood                                     |
| 1995           | Making Love Out of Nothing at All                   | Bonnie Tyler            | Free Spirit                                                      |
| 1995           | Two Out of Three Ain't Bad                          | Bonnie Tyler            | Free Spirit                                                      |
| 1996           | It's All Coming Back to Me Now                      | Celine Dion             | Falling into You                                                 |
| 2002           | Nothing Sacred                                      | Russell Watson          | Reprise                                                          |
| 2005           | A Kiss Is a Terrible Thing to Waste                 | The Everly Brothers     | On the Wings of a Nightingale: The Mercury Studio Recordings     |
| 2006           | It's All Coming Back to Me Now                      | Meat Loaf               | Bat Out of Hell III: The Monster Is Loose                        |
| 2006           | Bad for Good                                        | Meat Loaf               | Bat Out of Hell III: The Monster Is Loose                        |
| 2006           | In the Land of the Pig, the Butcher is King         | Meat Loaf               | Bat Out of Hell III: The Monster Is Loose                        |
| 2006           | If It Ain't Broke, Break It                         | Meat Loaf               | Bat Out of Hell III: The Monster Is Loose                        |
| 2006           | Seize the Night                                     | Meat Loaf               | Bat Out of Hell III: The Monster Is Loose                        |
| 2006           | The Future Ain't What It Used to Be                 | Meat Loaf               | Bat Out of Hell III: The Monster Is Loose                        |
| 2006           | Cry to Heaven                                       | Meat Loaf               | Bat Out of Hell III: The Monster Is Loose                        |
| com productor  |                                                     |                         |                                                                  |
| 1986           | Love Can Make You Cry                               | Urgent                  | Iron Eagle                                                       |
| 1987           | This Corrosion                                      | The Sisters of Mercy    | Floodland                                                        |
| 1987           | Dominion/Mother Russia                              | The Sisters of Mercy    | Floodland                                                        |
| 1992           | Bring Me the Head of Jerry Garcia                   | Iron Prostate           |                                                                  |
| 1995           | Never Forget                                        | Take That               | Nobody Else                                                      |
| 1996           | No Matter What                                      | Boyzone                 | Where We Belong                                                  |
| 1996           | Call the Man                                        | Celine Dion             | Falling into You                                                 |
| 1996           | River Deep, Mountain High                           | Celine Dion             | Falling into You                                                 |
| 1997           | Us                                                  | Celine Dion             | Let's Talk About Love                                            |
| 1997           | In the Dark of the Night                            |                         | Anastasia                                                        |
| 1997           | I Want to Spend My Lifetime Loving You              |                         | La màscara del Zorro                                             |
| 2002           | Vittoria!                                           | Opera Babes             | Beyond Imagination                                               |